# Paminggir
Paminggir is een bestuurslaag in het regentschap Garut van de provincie West-Java, Indonesië. Paminggir telt 8998 inwoners (volkstelling 2010).